# Mrozowa Wola
Mrozowa Wola – wieś w Polsce położona w województwie mazowieckim, w powiecie węgrowskim, w gminie Stoczek. Ma status sołectwa.
| SIMC    | Nazwa   | Rodzaj    |
| ------- | ------- | --------- |
| 0691085 | Działki | część wsi |

W latach 1954–1959 wieś należała i była siedzibą władz gromady Mrozowa Wola, po jej zniesieniu w gromadzie Stoczek. W latach 1975–1998 miejscowość administracyjnie należała do województwa siedleckiego.
Wierni Kościoła rzymskokatolickiego należą do parafii św. Jana Chrzciciela w Sadownem.

## Historia
Założona przed rokiem 1518 przez Stanisława Mroza, późniejszego wójta. Wieś utworzona obok osiedla istniejącego dawniej, zwanego Ugoszcz.
W Mrozowej Woli ks. Roskowski założył młyn spiętrzając wodę strugi Ugoszczy oraz wybudował sobie obronny dom. Od tego gospodarstwa i domostwa wzięła się nazwa Księżyzna, późniejsza część Mrozowej Woli. Działalność gospodarcza ks. Roskowskiego, a także dalsza akcja osadnicza kanoników warszawskich na pograniczu z Wielkim Księstwem Litewskim wywołała poważne zatargi z właścicielami dóbr Lipek i włości kosowskiej, położonych za miedzą graniczną.
Najwcześniej, bo w 1507 r. zapisane zostało nazwisko Jana Mroza, bartnika z Rażen. Stanisław Mróz jako wójt założył wieś nazwaną od jego nazwiska. W 1524 r. dowiadujemy się o młynarzach Rostku i Gałązce, zaś w 1530 r. zapisano nazwiska bartników: Jakuba Sówki z Rażen, Jana kuraka z Wilczogąb, Mateusza Wyrobka z Kołodziąża i Jana Klimka z Międzylesia "na Rusi". Dalsze nazwiska można znaleźć dopiero w księgach chrztów parafii Sadowne.
We wsi dokonano rozstrzelania bezbronnych Żydów podczas drugiej wojny światowej. Zachowało się świadectwo w formie nagrania Pani Chasi Vardi z 2012 r., które jest dostępne na stronie yadvashem.org.